# Холт, Ник
Ник Холт (англ. Nick Holt; 15 января 1940, Гренада, Миссисипи, США — 22 июня 2009, Линкольн, Небраска, США) — американский блюзовый бас-гитарист и певец. Номинант Blues Music Awards в номинации «Бас-гитарист» (1999, 2001), в составе группы Magic Slim and the Teardrops лауреат в номинации «Группа года» (2003) и номинант той же номинации (1990, 1991, 1997, 1999, 2001, 2002, 2004—2009, 2011). Брат гитариста Мэджика Слим (настоящее имя Моррис Холт). 

## Биография
Ник Холт родился в городке Торренс близ Гренады, Миссисипи. Его брат, Мэджик Слим, не снискав в начале 1950-х успеха в Чикаго, вернулся в Миссисипи, и привил Нику Холту интерес к бас-гитаре. Освоив бас-гитару, Ник Холт, наряду с основной работой, выступал вместе с братом в течение 10 лет в клубах и на других площадках городков Миссисипи. В 1965 году Мэджик Слим вновь предпринял попытку покорить Чикаго, и в 1967 году создал группу Magic Slim and the Teardrops, вошли его братья Ник Холт (бас-гитара) и Дуглас «Ли Бэби» Холт (ударные). Группа выступала в популярных в то время в Чикаго джук-джойнтах — прокуренных, тесных и едва вмещавших музыкантов на сцене, но вскоре получила признание, заменив группу Хаунд Дога Тейлора из клуба Florence’s Lounge. Впоследствии Teardrops стала одной из самых популярных и любимых блюзовых групп в мире, а также одним из самых востребованных хэдлайнеров фестивалей в Европе, Японии и Южной Америке: в 2003 году она стала лауреатом Blues Music Awards в категории «Лучшая группа года», а номинировалась на это звание едва ли не больше, чем любая другая группа, тринадцать раз. Впервые группа гастролировала в Европе в 1978 году, но большую известность за пределами Чикаго пришла к группе лишь в 1989 году, во время гастролей в Бразилии.
С 1994 года группа перебралась в Линкольн, Небраска, где на годы была ангажирована клубом Zoo Bar. Кроме работы в группе, Ник Холт был востребован как сессионный бас-гитарист, его можно услышать на альбомах Джона Праймера, Санниленда Слима и Литтл Милтона среди прочих. 
Единственный свой сольный альбом You Better Watch Yourself, который был записан с участием Мэджика Слима, Джона Праймера и Эдди Шоу, Ник Холт выпустил в 1998 году в Европе и в 1999 году был претендентом на звание лучшего бас-гитариста Blues Music Awards. Кроме того, его имя значится ещё на двух совместных релизах: You Can't Lose What You Never Had, записанным с его братом Мэджиком Слимом в 1990 году и We Do It For The Blues с голландским блюзменом Литтл Буги Боем (2004).
Последние несколько лет жизни не выступал ввиду проблем со здоровьем. Умер Линкольне в 2009 году от опухоли мозга.

## Дискография

### Сольно
- 1998: You Better Watch Yourself (Wolf Records)

### В составе The Teardrops
- 1977: Born Under a Bad Sign (MCM, перевыпущен Storyville Records)
- 1978: Let Me Love You (MCM)
- 1978: Highway Is My Home (Black & Blue Records, перевыпущен Evidence Records)
- 1978: Living Chicago Blues, Vol. 2 (Alligator Records)
- 1980: Liv ’n Blue (Candy Apple CA)
- 1980: In the Heart of the Blues (Isabel)
- 1980: Doing Fine (Isabel)
- 1982: Raw Magic (Alligator)
- 1982: Essential Boogie (Rooster Blues)
- 1982: Grand Slam (Rooster Blues)
- 1987: Live at B.L.U.E.S., с Джоном Праймером (Blues R&B)
- 1990: Gravel Road (Blind Pig Records)
- 1992: 44 Blues, с Джоном Праймером и Бонни Ли (Wolf Records)
- 1992: Spider in My Stew, с Джоном Праймером (Wolf Records)
- 1992: Blues Behind Closed Doors, с Джоном Праймером и Билли Бранчем (Wolf Records)
- 1993: Magic Slim & the Teardrops (Wolf Records)
- 1994: Chicago Blues Session, Vol. 10 (Wolf Records)
- 1994: Don’t Tell Me About Your Troubles (Wolf Records)
- 1995: Zoo Bar Collection, Vol. 3 (Wolf Records)
- 1995: Alone & Unplugged
- 1995: Born on a Bad Sign
- 1996: Scuffliń (Tone Zone Studios)
- 1997: Let Me Love You
- 1998: Zoo Bar Collection, Vol. 4: Spider in My Stew
- 1998: See What You’re Doin' to Me (Wolf Records)
- 1998: Black Tornado (Blind Pig)
- 2000: Snakebite (Blind Pig)